# Джейкоб, Клод
Сэр Клод Уильям Джейкоб (англ. Sir Claud William Jacob; 21 ноября 1863 — 2 июня 1948) — британский военачальник, фельдмаршал (1926).

## Биография
Родился в одном из гарнизонов в Бомбейском президентстве Британской Индии, сын генерал-майора Индийской Армии. Окончил школу в одном из городов графства Дорсет в метрополии, а затем Королевское военное училище.

## Военной служба на офицерских должностях
Выпущен из академию в армию в 1882 году и зачислен в Вустерширский пехотный полк. В 1884 году полк был переброшен в Британскую Индию, где прошла почти вся дальнейшая служба Джейкоба. Полк нёс службу в Северо-Западной пограничной провинции на границе с Афганистаном, затем в городе Кветта. Этот район считался одним из самых неспокойных в Индии. Джейкобу периодически приходилось принимать участие в столкновениях с афганскими и пуштунскими племенами, а также в колониальных экспедициях на подавление национально-освободительного движения в колонии. Особенно крупными экспедициями, в которых он участвовал, были походы 1890 и 1901 годов. Около 1910 года он сформировал отдельный пограничный корпус в Северо-Западной провинции из представителей местных народов. С 1912 года — начальник штаба Мирутской дивизии Индийской Армии, дислоцированной на севере Индии.

## Первая мировая война
С началом Первой мировой войны из наиболее боеспособных частей Индийской Армии были сформированы Индийские Экспедиционные Силы, спешно переброшенные в Европу и в составе Британских Экспедиционных Сил сражавшиеся во Франции. Мирутская дивизия была включена в эти силы в полном составе, полковник Джейкоб прибыл на Западный фронт в её рядах. Отличился в одном из сражений в декабре 1914 года, когда в критической обстановке заменил растерявшегося командира дивизии, отказался выполнять приказ об отступлении, организовал оборону и отбил германскую атаку. За проявленные способности уже в январе 1915 года он назначен командиром индийской пехотной бригады, а с мая того же года — командир Мерутской дивизии.
В ноябре 1915 года в связи с значительными потерями и невысокой боеспособностью индийских войск британское командование приняло решение вывести Индийские Экспедиционные Силы с Западного фронта и использовать их против турецких войск на Ближнем и Среднем Востоке. Однако Джейкобу как одному из лучших командиров был предложен перевод в Британскую Армию. Он согласился и был назначен командиром 21-й пехотной дивизии. С сентября 1916 года до конца войны командовал 2-м британским армейским корпусом в составе 5-й британской армии. Таким образом, Джейкоб занял самый высокий пост, на котором в эту войну были офицеры из Индийской Армии. Принимал участие в таких крупнейших сражениях как Битва на Сомме, Наступление Нивеля, отражение германского Весеннего наступления, Стодневное наступление. В 1917 году произведён в генерал-лейтенанты.

## Послевоенное время
С 1919 года командовал корпусом в оккупационной армии в Рейнской области. В январе 1920 года вернулся в Индию и назначен начальником Генерального штаба Индийской Армии, одновременно — генерал-адъютант Его Величества. В 1920 году получил чин генерала. С ноября 1924 года — командующий Северным командованием Индийской армии. В апреле 1925 года назначен исполняющим обязанности Главнокомандующего в Индии после смерти предыдущего Главнокомандующего. В военных кругах ожидали его утверждения в этой должности, но в августе того же года на его место был назначен другой генерал. Сам же Джейкоб был отозван в Великобританию и назначен начальником Военного отдела в Министерстве по делам Индии. 30 ноября 1926 года он произведён в фельдмаршалы. В мае 1930 года вышел в отставку.
Джейкоб является одним из наименее известных британских фельдмаршалов Первой мировой войны.

## Награды
- Рыцарь Большого Креста ордена Бани (GCB, 1926)
- Рыцарь Великий Командор ордена Звезды Индии (GCSI, 1930)
- Рыцарь Командор ордена Святого Михаила и Святого Георгия (KCMG, 1919)
- Рыцарь Командор ордена Звезды Индии (KCSI, 1924)
- Кавалер ордена Бани (CB, 1915)